# Alexander Alvarado
Alexander Antonio Alvarado Carriel (Quevedo, Ecuador; 21 de abril de 1999) es un futbolista ecuatoriano. Juega de extremo izquierdo y su equipo actual es Liga Deportiva Universitaria de la Serie A de Ecuador.

## Trayectoria

### Inicios
Alexander empezó a entrenar a los nueve años en la escuela de fútbol de El Nacional, en Quevedo. Posteriormente fue prestado a Canillitas, ya con 12 años.
En 2013, el joven delantero llega a la escuela Alfaro Moreno, que luego le cedió a la categoría formativa sub-14 del Deportivo Quevedo, en la que estuvo una temporada.
A inicios de 2014, Alvarado se probó en Independiente del Valle, pero no encontró un lugar, por lo que regresó a la academia.

### Deportivo Quito
Para 2015 su suerte estuvo en Sociedad Deportivo Quito, que aún estaba en la Serie A de Ecuador, luego vino el descenso y permaneció en el club hasta 2016.

### Aucas
En 2017 juega en el Gualaceo Sporting Club donde tuvo una temporada muy regular. Producto de su buena actuación firmó contrato hasta 2020 con Aucas, en el que jugó desde el 2018.

### Orlando City
El 13 de octubre de 2020 se unió al Orlando City de la MLS de los Estados Unidos en calidad de cedido por el resto de la temporada 2020 con una opción de unirse de forma permanente al final del año. Hizo su debut el 28 de octubre como suplente en el minuto 79 en la victoria por 4-1 contra Atlanta United. Después de dos apariciones, el 2 de diciembre hizo que su cesión se hiciera permanente como parte de los movimientos de la lista de final de temporada del club.

### Liga Deportiva Universitaria
El 19 de enero de 2022 fue anunciado como refuerzo de Liga Deportiva Universitaria de la Serie A de Ecuador a préstamo por una temporada. Debido a su gran desempeño en 2022 siendo uno de los jugadores más destacados del año, Liga hace uso de la opción de compra a Orlando City, extendiendo su vínculo por cinco temporadas.

## Selección nacional

### Categorías inferiores
En enero de 2019, Alvarado fue seleccionado para representar al país en el Campeonato Sudamericano 2019, donde anotó tres goles cuando Ecuador ganó el torneo, clasificándolos para la Mundial Sub-20 de Polonia. Alvarado retuvo su lugar en el equipo y apareció en los siete partidos cuando su selección terminó en tercer lugar. Marcó una vez, de penalti en la victoria de octavos de final sobre Uruguay.

#### Participaciones en Sudamericanos
| Campeonato                  | Sede  | Resultado | Partidos | Goles |
| --------------------------- | ----- | --------- | -------- | ----- |
| Sudamericano Sub-20 de 2019 | Chile | Campeón   | 9        | 3     |

#### Participaciones en Copas del Mundo
| Campeonato                  | Sede    | Resultado    | Partidos | Goles |
| --------------------------- | ------- | ------------ | -------- | ----- |
| Copa Mundial Sub-20 de 2019 | Polonia | Tercer lugar | 7        | 1     |

### Selección absoluta
El 10 de septiembre de 2019 debutó con la selección ecuatoriana de fútbol ingresando al cambio en el partido frente a Bolivia, correspondiente a un amistoso.

### Partidos internacionales
Actualizado al último partido disputado el 24 de marzo de 2023.
| \| N.° \| Fecha \| Ciudad \| Rival \| Resultado \| Resultado \| Competencia \| \| --- \| ------------------------ \| --------------- \| ----------- \| --------- \| --------- \| ----------- \| \| 1. \| 10 de septiembre de 2019 \| Cuenca \| Bolivia \| 3-0 \| Victoria \| Amistoso \| \| 2. \| 13 de octubre de 2019 \| Elche \| Argentina \| 1-6 \| Derrota \| Amistoso \| \| 3. \| 4 de diciembre de 2021 \| Houston \| El Salvador \| 1-1 \| Empate \| Amistoso \| \| 4. \| 11 de junio de 2022 \| Fort Lauderdale \| Cabo Verde \| 1-0 \| Victoria \| Amistoso \| \| 5. \| 24 de marzo de 2023 \| Sídney \| Australia \| 1-3 \| Derrota \| Amistoso \| |                          |                 |             |           |           |             |
| N.° | Fecha                    | Ciudad          | Rival       | Resultado | Resultado | Competencia |
| 1. | 10 de septiembre de 2019 | Cuenca          | Bolivia     | 3-0       | Victoria  | Amistoso    |
| 2. | 13 de octubre de 2019    | Elche           | Argentina   | 1-6       | Derrota   | Amistoso    |
| 3. | 4 de diciembre de 2021   | Houston         | El Salvador | 1-1       | Empate    | Amistoso    |
| 4. | 11 de junio de 2022      | Fort Lauderdale | Cabo Verde  | 1-0       | Victoria  | Amistoso    |
| 5. | 24 de marzo de 2023      | Sídney          | Australia   | 1-3       | Derrota   | Amistoso    |

## Estadísticas

### Clubes
Actualizado al último partido disputado el 17 de agosto de 2025.
| Club                                   | Div.                | Temporada           | Liga  | Liga  | Copas nacionales | Copas nacionales | Copas internacionales | Copas internacionales | Total | Total | Total  |
| Club                                   | Div.                | Temporada           | Part. | Goles | Part.            | Goles            | Part.                 | Goles                 | Part. | Goles | Asist. |
| -------------------------------------- | ------------------- | ------------------- | ----- | ----- | ---------------- | ---------------- | --------------------- | --------------------- | ----- | ----- | ------ |
| Deportivo Quito · Ecuador              | 1.ª                 | 2015                | 1     | 0     | Inexistentes     | Inexistentes     | Inexistentes          | Inexistentes          | 1     | 0     | 0      |
| Deportivo Quito · Ecuador              | 2.ª                 | 2016                | 3     | 0     | Inexistentes     | Inexistentes     | Inexistentes          | Inexistentes          | 3     | 0     | 0      |
| Deportivo Quito · Ecuador              | Total club          | Total club          | 4     | 0     | 0                | 0                | 0                     | 0                     | 4     | 0     | 0      |
| Gualaceo S. C. · Ecuador               | 2.ª                 | 2017                | 43    | 3     | Inexistentes     | Inexistentes     | Inexistentes          | Inexistentes          | 43    | 3     | 0      |
| Gualaceo S. C. · Ecuador               | Total club          | Total club          | 43    | 3     | 0                | 0                | 0                     | 0                     | 43    | 3     | 0      |
| Aucas · Ecuador                        | 1.ª                 | 2018                | 41    | 3     | 0                | 0                | Inexistentes          | Inexistentes          | 41    | 3     | 3      |
| Aucas · Ecuador                        | 1.ª                 | 2019                | 29    | 1     | 3                | 0                | 0                     | 0                     | 32    | 1     | 7      |
| Aucas · Ecuador                        | 1.ª                 | 2020                | 13    | 1     | 0                | 0                | 2                     | 1                     | 15    | 2     | 4      |
| Aucas · Ecuador                        | Total club          | Total club          | 83    | 5     | 3                | 0                | 2                     | 1                     | 88    | 6     | 14     |
| Orlando City Estados Unidos            | 1.ª                 | 2020                | 2     | 0     | —                | —                | Inexistentes          | Inexistentes          | 2     | 0     | 0      |
| Orlando City Estados Unidos            | 1.ª                 | 2021                | 10    | 0     | —                | —                | 0                     | 0                     | 10    | 0     | 0      |
| Orlando City Estados Unidos            | Total club          | Total club          | 12    | 0     | 0                | 0                | 0                     | 0                     | 12    | 0     | 0      |
| Liga Deportiva Universitaria · Ecuador | 1.ª                 | 2022                | 27    | 10    | 0                | 0                | 8                     | 4                     | 35    | 14    | 8      |
| Liga Deportiva Universitaria · Ecuador | 1.ª                 | 2023                | 31    | 10    | 0                | 0                | 13                    | 2                     | 44    | 12    | 7      |
| Liga Deportiva Universitaria · Ecuador | 1.ª                 | 2024                | 10    | 0     | 0                | 0                | 4                     | 0                     | 14    | 0     | 2      |
| Universidad Católica · Ecuador         | 1.ª                 | 2024                | 12    | 3     | 4                | 0                | 0                     | 0                     | 16    | 3     | 3      |
| Universidad Católica · Ecuador         | Total club          | Total club          | 12    | 3     | 4                | 0                | 0                     | 0                     | 16    | 3     | 3      |
| Liga Deportiva Universitaria · Ecuador | 1.ª                 | 2025                | 24    | 2     | 2                | 0                | 6                     | 1                     | 32    | 3     | 8      |
| Liga Deportiva Universitaria · Ecuador | Total club          | Total club          | 92    | 22    | 2                | 0                | 31                    | 7                     | 125   | 29    | 25     |
| Total en su carrera                    | Total en su carrera | Total en su carrera | 246   | 33    | 9                | 0                | 33                    | 8                     | 288   | 41    | 42     |
| 1. 2.                                  |                     |                     |       |       |                  |                  |                       |                       |       |       |        |

## Palmarés

### Campeonatos nacionales
| Título               | Equipo                       | Año  |
| -------------------- | ---------------------------- | ---- |
| Serie A de Ecuador   | Liga Deportiva Universitaria | 2023 |
| Supercopa de Ecuador | Liga Deportiva Universitaria | 2025 |

### Campeonatos internacionales
| Título              | Equipo                       | Año  |
| ------------------- | ---------------------------- | ---- |
| Sudamericano Sub-20 | Ecuador sub-20               | 2019 |
| Copa Sudamericana   | Liga Deportiva Universitaria | 2023 |

### Distinciones individuales
| Distinción                                     | Año  |
| ---------------------------------------------- | ---- |
| Mejor jugador juvenil de la Serie A de Ecuador | 2019 |